# 趙昌 (唐)
趙 昌（ちょう しょう、730年 - 814年）は、唐代の官僚。字は洪祚。定州鼓城県の出身。本貫は天水郡。

## 経歴
趙居貞（趙不器の子）の子として生まれた。李承昭が昭義軍節度使となると、趙昌は召し出されてその幕府に入った。貞元7年（791年）、虔州刺史として出向した。安南の獠の首長の杜英翰が反乱を起こし、安南都護の高正平が憂死すると、趙昌は安南都護に任じられた。貞元10年（794年）、家屋の破壊のため脛を傷つけ、上疏して召還を願い出て、入朝して国子祭酒となった。貞元19年（803年）に後任の安南都護の裴泰が州将の王季元に追放されると、貞元20年（804年）に趙昌は再び安南都護となった。
永貞元年（805年）、憲宗が即位すると、趙昌は検校工部尚書を加えられた。ほどなく戸部尚書に転じた。元和元年（806年）、広州刺史・嶺南節度使となった。元和3年（808年）、江陵尹・荊南節度使に転じた。のちに召還されて太子賓客となった。任につかないうちに、工部尚書に任じられ、大理寺卿を兼ねた。1年あまりして、大理寺卿を退任して、工部尚書をつとめた。元和6年（811年）、検校兵部尚書となり、華州刺史を兼ね、潼関防禦・鎮国軍使をつとめた。元和8年（813年）、入朝して太子少保となった。元和9年（814年）、死去した。享年は85。揚州大都督の位を追贈された。諡は成といった。

## 伝記資料
- 『旧唐書』巻151 列伝第101
- 『新唐書』巻170 列伝第95